# Copiapoa fiedleriana
Copiapoa fiedleriana ist eine Pflanzenart aus der Gattung Copiapoa in der Familie der Kakteengewächse (Cactaceae). Das Artepitheton fiedleriana ehrt den deutschen Tischlermeister und Kakteenliebhaber Rudolf Fiedler aus Berlin.

## Beschreibung
Copiapoa fiedleriana wächst einzeln oder auch vielköpfig mit großen fleischigen Wurzeln. Die kugeligen Triebe sind graugrün und 5 bis 8 Zentimetern hoch wie auch im Durchmesser groß. Die 15 bis 20 Rippen sind gerade, seitlich etwas zusammengedrückt und dabei gehöckert. Die Areolen sind kreisrund bis oval, grau und deutlich voneinander getrennt. Die Dornen sind schwärzlich oder gräulich braun gefärbt. Mitteldornen fehlen größtenteils. Die vier bis acht steifen Randdornen sind gerade bis leicht gebogen und bis zu drei Zentimeter lang.
Die reingelben Blüten sind 2,5 bis 3 Zentimeter lang. Die Früchte sind kugelig.

## Verbreitung, Systematik und Gefährdung
Copiapoa fiedleriana ist in Chile in der Region Atacama von Huasco bis nördlich von Carrizal Bajo verbreitet.
Die Erstbeschreibung erfolgte 1903 als Echinocactus fiedlerianus durch Karl Moritz Schumann. Curt Backeberg stellte die Art 1936 in die Copiapoa. Weitere nomenklatorische Synonyme sind Copiapoa pepiniana var. fiedleriana (K.Schum.) Backeb. (1959) und Copiapoa coquimbana var. fiedleriana (K.Schum.) A.E.Hoffm. (1989).
In der Roten Liste gefährdeter Arten der IUCN wird die Art als „Endangered (EN)“, d. h. als stark gefährdet geführt.

## Nachweise